# Hawk Tuah
Hawk Tuah — інтернет-мем, що походить від вірусного відео на YouTube, опублікованого у 2024 році, у якому під час вуличного інтерв'ю Хейлі Велч використала крилату фразу «hawk-tuah», звуконаслідування для плювання або виділення мокротиння на пеніс чоловіка під час орального сексу.
11 червня 2024 року YouTube- канал Tim & Dee TV випустив відео з інтерв'ю з Хейлі Велч у районі Бродвей міста Нешвілла, штат Теннессі, США. Під час відео їй поставили низку запитань для дорослих, зокрема: «Який один рух у ліжку змушує чоловіка щоразу божеволіти?» Відповідь Велч з жорстким південним акцентом була: "Ви повинні дати їм цей «hawk tuah» і плюнути на цю «штуку» (маючи на увазі чоловічий пеніс).
Оригінальне відео стало вірусним, отримавши мільйони переглядів у TikTok та Instagram, породивши ремікси та рімейки оригінального аудіо, а Велч отримала прізвисько Hawk Tuah Girl (англ. Дівчина Hawk Tuah). Відео та фраза перетворилися на мем, який пізніше виявився надзвичайно стійким протягом короткого проміжку часу. Велч, яка була робітницею з мінімальною зарплатою на фабриці, згодом створила акаунт в Instagram, отримала значну кількість підписників у соціальних мережах і увагу ЗМІ, заснувала свою компанію, під якою вона зареєструвала різні торгові марки, отримала представництво через агента, та почала продавати товари, присвячені фразі, і оплачувати виступи. 15 серпня 2024 року вона провела урочисту першу подачу гри New York Mets і запустила подкаст Talk Tuah під медіакомпанією Betr, співзасновником якої є Джейк Пол.